# حشره‌خوار
حشره‌خوار پستانداری کوچک و شبیه به موش کور عضو راسته حشره‌خوارسانان است. حشره‌خواران راستین عضو تیره Soricidae هستند و نباید با جاندارانی چون حشره‌خور جهنده و حشره‌خور درختی اشتباه گرفته شوند.
با آنکه ظاهر بیرونی این جانور همچون موشی بینی‌دراز است، حشره‌خوارها بر خلاف موش‌ها جونده نیستند و بیشتر نزدیک به موش‌های کور هستند. حشره‌خوارها دارای دندان‌هایی تیز و نیزه‌شکل هستند که شباهتی با دندان‌های جوندگانی چون موش ندارند.
حشره‌خوارها را می‌توان در سراسر جهان یافت. در مناطق گرمسیری و با دمای معتدل اما تنها گینه نو، استرالیا، و زلاندنو هستند که حشره‌خوار بومی ندارند. در آمریکای جنوبی، حشره‌خوارها مهاجرانی به نسبت تازه‌وارد هستند و تنها در مناطق شمالی آند یافت می‌شوند. در زمینه تنوع جانوری، تیره حشره‌خواران چهارمین تیره پرعضو پستانداران است.

## رده‌بندی
- خانواده حشره‌خواران راستین Soricidae

- - زیرخانواده حشره‌خوار دندان‌سفید
    - حشره‌خوارهای سفیددندان
    - حشره‌خوار پیبالد
    - حشره‌خوار پنجه‌بلند کلارت
    - Paracrocidura
    - حشره‌خوار روونزوری
    - Scutisorex
    - حشره‌خوار پنجه‌بلند پیرسون
    - حشره‌خوارهای مشکین
    - حشره‌خوارهای جنگلی

- - زیرخانواده Myosoricinae
    - Congosorex
    - Myosorex
    - Surdisorex

- - زیرخانواده حشره‌خوارهای دندان‌سرخ
    - Tribe Anourosoricini
      - حشره‌خوارهای کور

    - Tribe حشره‌خوار دم‌کوتاه آسیایی (سرده)
      - حشره‌خوار دم‌کوتاه آسیایی (سرده)

    - Tribe Blarinini
      - حشره‌خوار دم‌کوتاه آمریکایی
      - حشره‌خوار گوش‌کوچک (سرده)

    - Tribe Nectogalini
      - حشره‌خوارهای آبی آسیایی
      - Chodsigoa
      - حشره‌خوار دندان‌قهوه‌ای (سرده)
      - حشره‌خوار آبی ظریف
      - حشره‌خوارهای آبی اوراسیایی
      - † Nesiotites 
      - حشره‌خوار هیمالیا

    - Tribe Notiosoricini
      - حشره‌خوار مکزیکی
      - حشره‌خوار خاکستری (سرده)

    - Tribe حشره‌خوارهای دم‌دراز
      - حشره‌خوارهای دم‌دراز